# Air Tenang (Air Hangat)
Air Tenang is een bestuurslaag in het regentschap Kerinci van de provincie Jambi, Indonesië. Air Tenang telt 1092 inwoners (volkstelling 2010).